# 渡辺忠雄 (政治家)
渡辺 忠雄（わたなべ ただお、1898年（明治31年）7月15日 - 1980年（昭和55年）5月6日）は、日本の政治家、弁護士。衆議院議員（1946年）、広島市長（1期、1955年-1959年）。

## 生涯

### 出生から広島市長就任まで
広島県山県郡北広島町（旧・大朝町）出身。1924年（大正13年）に中央大学法律科を卒業後に、大阪地方裁判所、大阪地方検事局に勤務の後、1928年（昭和3年）に弁護士として開業。東京弁護士会常議員や日本弁護士会理事などを務めた。また、広島精機や昭和造機の代表取締役も務めていた。
1946年（昭和21年）4月10日の第22回衆議院議員総選挙では、広島県全県区に日本自由党から出馬して当選したが、間もなく公職追放の憂き目に遭う。1951年（昭和26年）に公職追放解除後に、第25回衆議院議員総選挙（1952年10月）、第26回衆議院議員総選挙（1953年4月）にも広島県第1区に自由党から出馬するも落選。第27回衆議院議員総選挙（1955年2月）については出馬を見送り市長選に備えた。

### 広島市長就任
1955年（昭和30年）4月30日に行われた広島市長選に保守系候補（無所属）として出馬。現職の浜井信三、広島県医師会会長の松坂義正との三つ巴の戦いになった。渡辺は、出身地の山県郡友会や中小企業組合、旧軍人関係団体の支持を受けた。
1955年（昭和30年）5月1日に開票され、当時現職だった浜井にわずか1577票差で当選。本人も投票直後に敗戦を認めるほど、意外な当選だった。渡辺の当選劇には、当時の現職の収入役、市議会議長の池永清真の収賄による逮捕、さらには浜井自身も逮捕される噂が流れた影響もあったと言われた。
このときに掲げた選挙公約も派手なものであり、「100メートル道路を半分の50メートルにする」、「基町の中央公園に住宅を建てる」、「ナイター球場を作る」などであった。また、渡辺は「無理に不法建築の立ち退きはさせない」と言い、票を伸ばしたと浜井は見ている。
実際に広島市中央公園を縮小し基町のアパート群・初代・広島市民球場などは実現し、平和大通りの縮小は行われなかったものの、代わりに植樹事業につかう樹木の提供を呼びかけて約5,000本を集めた。
その他、広島護国神社復興・広島復興大博覧会開催・広島城復興、広島バスセンターの整備、道路の舗装区間の拡大などを在任中に行った。
在任中の1958年（昭和33年）に、「大広島計画」が構想されている。政府の受けも良く、旧債の返済3億円を就任から3年で完済。建設事業の認証が受けやすくなった。
市長当選の初登庁にはバスを使って話題になったり、在任中にはアメリカに広島復興大博覧会の宣伝にも出かけている。
当時行った施策の中には、東部清掃工場の建設の様に、渡辺が得票数が5,000票から6,000票減ったと回想するような、評判の悪い施策もあった。

### 広島市長選落選後
1959年（昭和34年）の広島市長選に出馬したが、今度は元職の浜井に3万票近くの差を付けられて落選。1963年（昭和38年）の広島市長選では浜井に6万票近い差で落選。1967年（昭和42年）にも広島市長選に出馬するも落選している。
また、第29回衆議院議員総選挙（1960年11月）にも広島県第1区に無所属で出馬したが落選している。
市長落選後の渡辺は弁護士に復職。80歳だった1979年（昭和54年）に中国新聞の取材に答えた時は、東区牛田に住居を置き、中区鉄砲町に弁護士事務所を構えていた。
新聞取材後まもなく、再婚。後妻との間には実子である直行がいる。。
1980年（昭和55年）5月6日14時35分（日本時間）、広島市民病院で尿毒症により死去。81歳没。

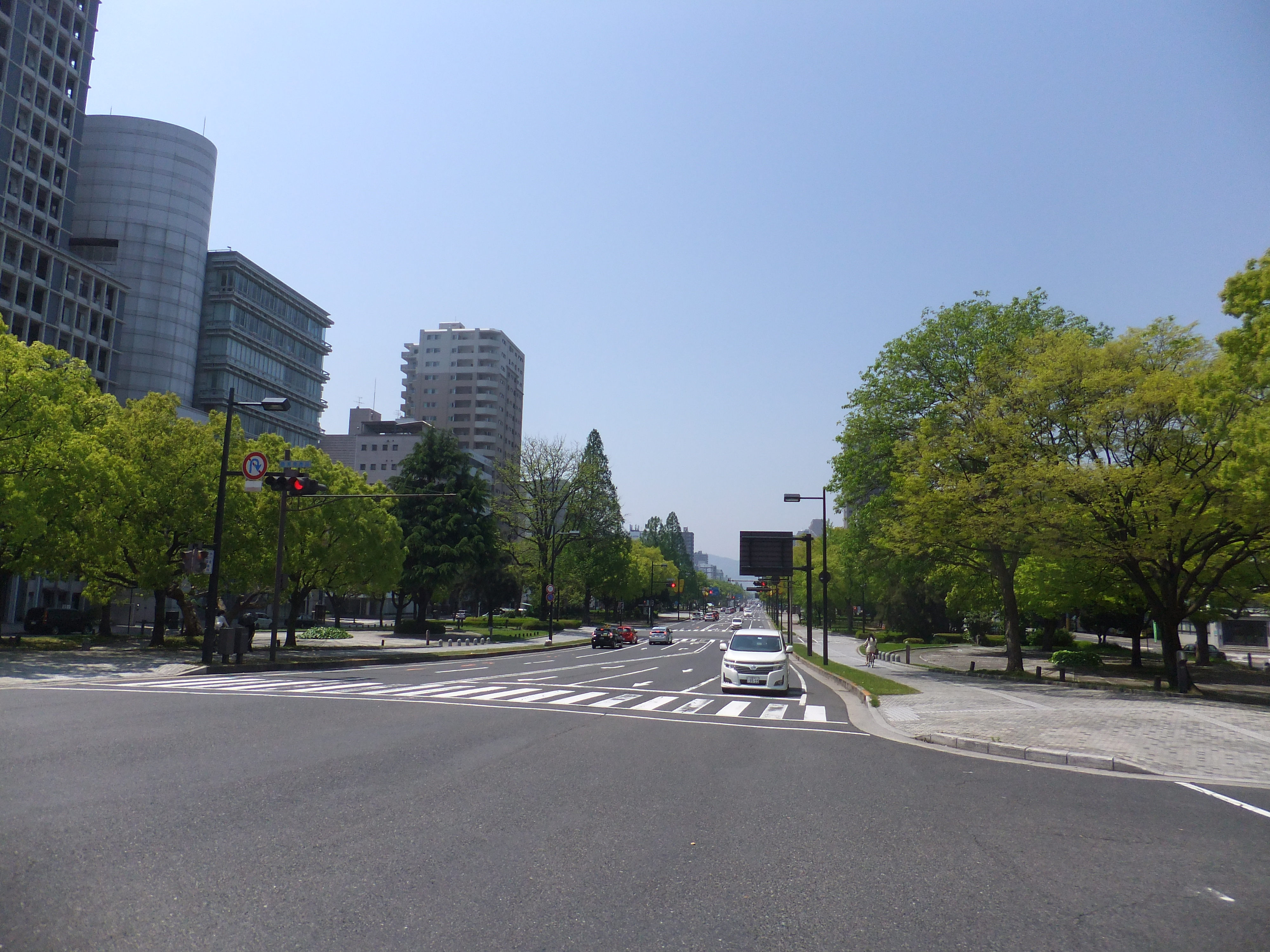
平和大通り。 道幅を100ｍから50ｍに縮小することは頓挫したが、両側の緑地帯については渡辺の働きかけで集められた。
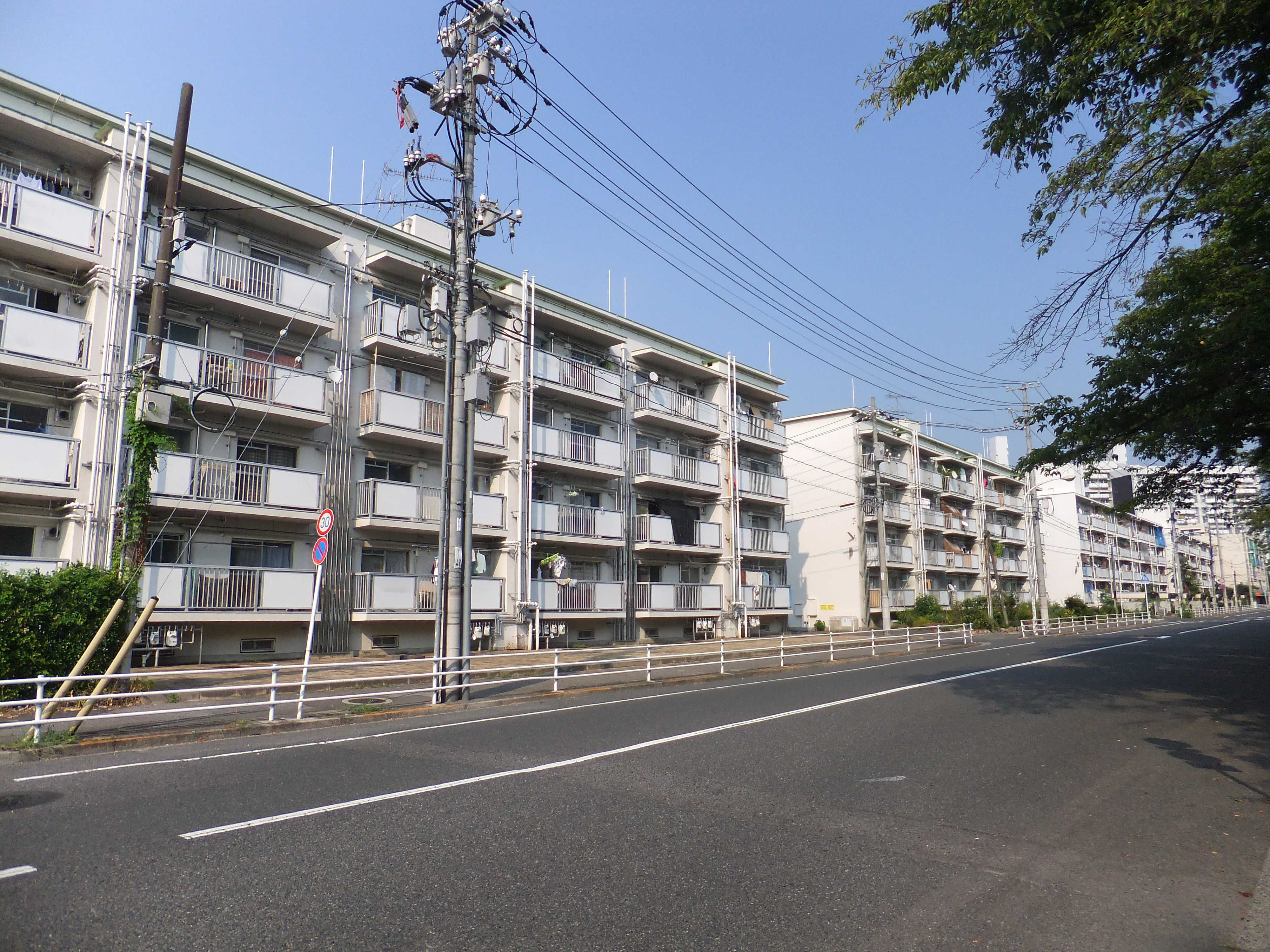
基町の中層アパート。 広島市中央公園予定地の一部を住宅用地に転換して建てられた。
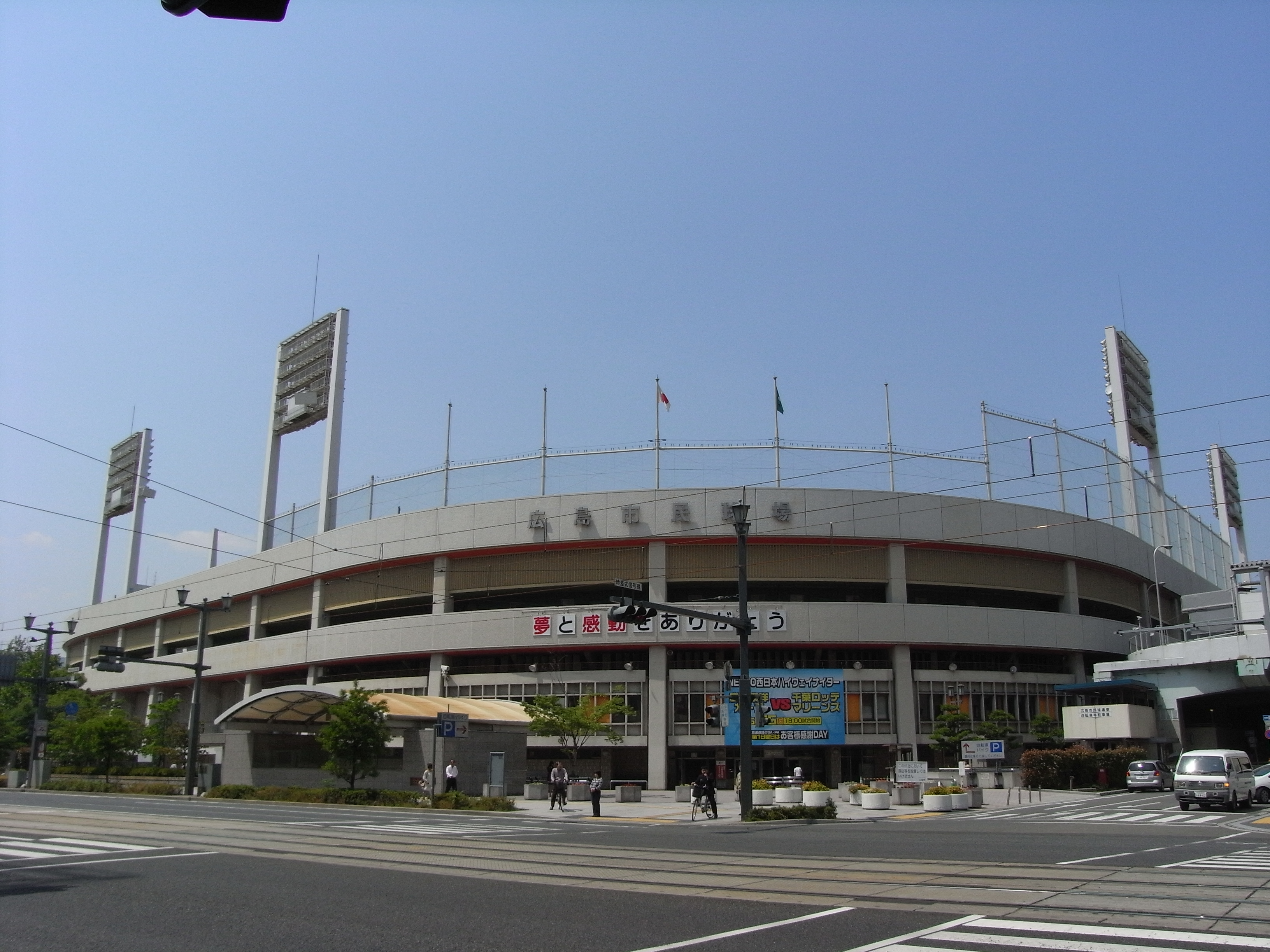
初代・広島市民球場。 市長選の公約には、ナイター球場の建設もあった。

### 補足
1. 1 2  衆議院議員名鑑・官報では、「渡邊 忠雄」となっているが[1][2]、常用漢字の旧字体であること。ほかの資料では「渡辺忠雄」表記になっているので、新字体を用いることにする。
2. 1 2  出典の中国新聞は、元号のみの表記。
3. 1 2  旧・大朝町[3]。出生当時、大朝町は大朝村および新庄村だったが、どちらの村で出生したかは不詳。
4. ↑  出典の衆議院議員名鑑は、元号のみの表記。
5. ↑  出典の中国新聞は、元号のみの表記。
6. ↑  その時に、司法省の嘱託として、法政制度を学ぶために欧米に調査視察も行っている[1]。
7. ↑  定数12人の所、渡辺は第10位（54,294票）で当選[6]。
8. ↑  定数3人の所9人が出馬。5位（28,995票）で落選[6]
9. ↑  定数3人の所6人が出馬。5位（31,207票）で落選[7]
10. ↑  『原爆市長』には第二次世界大戦前にも出馬経験があると記述があるが確認出来ず[9][10]
11. ↑  1888年（明治21年）生まれ[12]。第二次世界大戦前は広島市議会議員を務め[13]、1933年（昭和8年）6月13日から1937年（昭和12年）6月23日まで広島市議会議長を務めた[14][12]。1941年（昭和16年）から1944年（昭和19年）まで広島市医師会会長[15]。広島県医師会会長は1950年から[12]。超党派での出馬[3]。市長選は医師会、看護婦会などの支持を受けていた[11]。1974年（昭和49年）に広島市の名誉市民に選ばれている[16]。1979年（昭和54年）に死去[12]。元々、浜井は松坂の方を「当面の強敵」と見ていた[9][10]。同時期の広島県医師会会長出身の政治家には、大原博夫（広島県知事）がいる。
12. ↑  派手な公約で当選した渡辺に対し、浜井は「選挙でも派手なことを言わない人」であった[17]。
13. ↑  渡辺忠雄 - 57,335票、松坂義正 - 34,393票、浜井信三 - 55,758票[3][11]。
14. ↑  浜井の渡米のための費用を受け取ったとされ、その後の調査で当時の収入役はその後起訴猶予[20][21]。池永清真に関しては立件されなかった[20][21]。池永清真の市議会議長就任期間は、1946年5月30日-1946年7月2日・
1953年7月8日-1955年6月8日・1964年7月17日-1967年5月19日・1973年7月27日-1974年7月26日と、逮捕後も市議会議長を務めている[14]。浜井についても選挙中に検察の呼び出しがあったが拒否[20][21]。選挙後に出頭し、不問になっている[20][21]。
15. ↑  選挙当時、東京都で最も広い通りの昭和通りですら40メートルしかなく、維持費の面など当時の広島市に不相応なものとしていた [22]。また、平和大通りの建設の過程で多くの立ち退きが発生しており、立ち退かされた住民の不満が強かった[23]。
16. ↑  住宅不足の解消は争点の一つで、渡辺は平和大通り縮小による文化アパートや広島市中央公園の縮小による公園住宅のほか、福島川などの埋め立て（太田川放水路建設）で開いた用地への住宅建設を明言した反面[22]、対抗の松坂・浜井も住宅不足の解消は述べた物の、具体的な解消案についての明言は無かった[24]。
17. ↑  ナイター球場の整備は争点の一つで、渡辺は「ぜひ建設したい」と強い口調で言った反面、対抗の松坂・浜井は、「建設したいが立ち退き問題が」や「建設したいが資金が」と二の足を踏んでいる部分があった
[25]。
18. ↑  一長一短で不法占拠の住民には受けが良く票が伸びた反面、長い目で見た場合に不良住宅が無くならない問題もある[27][28]
19. ↑  植樹は、広島平和記念公園にも行われた[3]。また、出身地の山県郡が中心に樹木を提供した[3]。また、平和大通りの不人気の原因は殺風景である事とし、それの解消目的での植樹だった[23]。
20. ↑  復興資金に広島復興大博覧会の収益が充てられた[3]
21. ↑  大広島計画の中では、西部開発事業計画（商工センター）の開発や、周辺市町村との合併。住宅団地の造成など現在の広島市の基礎になる計画であった。
22. ↑  後述する記録映画を持参して渡米し、アメリカでの上映のために、英語に吹き替えたバージョンを作成して上映した[30]。
23. ↑  元々、浜井自身再出馬をするつもりは無く、出馬を決めた時点で渡辺陣営の方は組織固めが概ね済んでいた[31][32]。選挙は2人が出馬し、自民党推薦の渡辺と、日本社会党推薦の浜井の一騎打ちになった。渡辺は78,288票、浜井は108,809票で浜井の勝利となった[33]。渡辺は西部は強いと言われていたが、実際は全地区で浜井が勝利[33]。浮動票も浜井が多く集めた[33]。渡辺の敗因として、政策自体に渡辺・浜井ともに大きな差は無かったものの[29]、渡辺陣営が応援で呼んだ中央の政治家が不評だったこと[29]。市議会の旧勢力との癒着が多くの市民の批判を集めたと中国新聞では分析している[29]。浜井も「苦しい戦いだった」と回想している[31][32]。
24. ↑  4人が出馬し、渡辺・浜井の一騎打ちになったが、渡辺は67,793票、浜井は121,123票集め、再び落選した[34]。
25. ↑  現職の浜井引退に伴う後継者を選ぶ選挙で、5人が出馬。当選した山田節男（61,098票）、元県議会議員の松島綏（58,209票）、元県議会議員で後に市長になる荒木武（57,049票）の三つ巴の戦いになったが、渡辺は31,029票にとどまった[35]。
26. ↑  定数3人の所、7人が出馬。5位（23,977票）で落選している。当選した3人は全て前職議員だった[7]。
27. ↑  渡辺が亡くなったときは西区己斐に自宅を転居していた[4]。
28. ↑  直行は刑事訴訟法が専門で、1992年（平成4年）から1993年（平成5年）まで、広島弁護士会の副会長を務めた。また、広島市に生前の渡辺が関わった記録映画の寄贈を行ったりした[30]。弁護士のほか広島修道大学大学院の教授なども務めたが、2017年（平成29年）1月に死去している[36][37]。